# Pszichologizmus
A pszichologizmus az emberben csak egy pszichikai lényt lát, akit ösztönök – agresszió, szexualitás, hatalmi ösztön, halálösztön – determinálnak, amiket bizonyos fokig megszelídíteni, szublimálni és átterelni lehet, és ebből az ösztönnevelésből, mondja Freud, jön létre a kultúra.
A pszichologizmus problémája olyan kérdés, mely egyszerre izgatja a pszichológia, a filozófia és a logika történészeit (hozzátehetnénk, a társadalomtudomány történészeit általánosságban is, valamint a nyelvészet és az irodalomtudomány történetének kutatóit), s kellene  izgassa őket mai helyzetükre, saját szakmájuk magyarázó elveire nézve is.
A pszichologizmus legrövidebb, szinte már tautologikus meghatározását Arthur C. Danto nyújtja: A társadalmi individuumokra vonatkozó tényeket az emberi egyénekre vonatkozó pszichológiai tényekkel magyarázhatjuk meg (Danto 1985: 270).
Karl Popper definíciója alig mond többet, s mégis többet mond a kelleténél, amennyiben összemossa a "pszichologizmus" és az "intencionalizmus" álláspontját: A pszichologizmus fő tétele az a tan, mely szerint mivel a társadalom az egymásra ható emberi szellemek terméke, így a társadalmi törvények végső soron visszavezethetők pszichológiai törvényekre, hiszen a társadalmi élet eseményei, s köztük konvenciói is, az egyes emberek szelleméből fakadó motívumok eredményei (Popper 1966, II: 90).
A pszichologizmus feloldása az intencionalizmusban azért félrevezető, mert a pszichologista elméletek egyik legmarkánsabb vonása épp az, hogy az emberek tudatos indítékait és célkövető cselekedeteit a cselekvő által ismeretlen és ellenőrizhetetlen pszichológiai folyamatokra vezetik vissza, vagy azokkal helyettesítik.

## A pszichologizmus irányzatai (Joseph Agassi felosztása)
1. Tradicionális pszichologizmus: az a felfogás, amely szerint a létező társadalmak kimerítően megmagyarázhatók kizárólag a fizikai körülmények és egy olyan pszichológia, nevezetesen az emberi természet segítségével, amely egyaránt jellemző minden egyes egyénre (Agassi 1987: 136).
2. Vulgárpszichologizmus: "A tradicionális pszichologizmussal szemben, mely túl kevés eszközt nyújt a társadalmi jelenségek magyarázatához, a vulgárpszichologizmus túl sok eszközt javasol. Megengedi, hogy egyéneknek tulajdonítsunk minden olyan vonást, melyekkel az a társadalom rendelkezik, amelybe tartoznak. Nemcsak ad hoc, de tarthatatlan is ez az elképzelés, mivel megengedi, hogy egymásnak ellentmondó jellemvonásokat tulajdonítsunk az egyéneknek, azért, hogy megmagyarázhassuk az egymással összeütközésbe kerülő intézményeket, az intézményi konfliktusokat és az egyéb nemkívánatos társadalmi jelenségeket. A vulgárpszichologizmus hívei például a munkanélküliséget azzal magyaráznák, és magyarázták, hogy a munkások lusták" (Agassi 1987: 130).
3. Induktivista pszichologizmus: az a javaslat, hogy "mielőtt bármely társadalmi jelenség magyarázatára kísérletet tennénk, egyszerűen össze kell gyűjtenünk megkülönböztetés nélkül minden ténybeli információt az összes egyénről, aki része annak a társadalmi helyzetnek, amelyben a jelenség előfordult, és amikor már elegendő információval rendelkezünk róluk, akkor a társadalmi helyzetet ezáltal megismertük és a kérdéses jelenséget megmagyaráztuk. A javaslat értelmében, ahhoz, hogy a munkanélküliséget megérthessük, sokkal többet kell tudnunk a munkásokról, munkáltatóikról, szervezőikről stb." (Agassi 1987: 140).
4. Intencionalizmus: az a magyarázó általánosítás, mely szerint egy társadalmi jelenség azért fordul elő, mert valaki így akarta. Ezt az álláspontot Thomas Sowell így bírálja: "Néhány esemény valóban az elért cél megvalósítására irányuló célszerű tevékenység eredménye, de az az általános előfeltevés, hogy ennek így kell lennie, nem más, mint animisztikus tévedés!" (Sowell 1980: 97).
Az intencionalizmus különböző válfajai abban térnek el egymástól, hogy milyen típusú cselekvőket, illetve milyen típusú cselekedeteket ruháznak fel, feltétlen cél-elérő képességgel. A történetfilozófiai és társadalomelméleti irodalomban különösen három változat vált ismertté.
5. Konspirációs magyarázat. Fő exponensei a francia felvilágosodás képviselői ("uralkodók és papok ármánykodnak mindenütt") és a vulgármarxisták ("az uralkodó osztály manipulál mindenütt"). Popper definíciója: "E nézet szerint egy társadalmi jelenség magyarázata abban áll, hogy kiderítjük, milyen embereknek vagy embercsoportoknak állt érdekében a jelenség előfordulása (ez az érdek gyakran rejtett, amit még fel kell tárni), és ki tervezte és szervezte meg titokban az előidézését" (Popper 1966, II: 94). Popper így folytatja: "A társadalomtudományok céljáról kialakított eme felfogás – természetesen – abból a hibás elméletből ered, amely szerint bármi történik is a társadalomban – különösen olyan események, mint háború, munkanélküliség, nyomor, szűkösség, vagy bármi, amit az emberek törvényszerűen elutasítanak –, az néhány hatalommal bíró egyén és csoport köz-vetlen tervezésének az eredménye. El kell ismerni, konspirációk valóban előfordulnak. De a szembeszökő tény – amely a konspirációk előfordulása ellenére is cáfolja a konspirációs elméletet – az, hogy e konspirációk közül végül is csak kevés sikeres" (Popper 1966, II: 95). Bár tulajdonképpen a következő pontba tartozna, ide kívánkozik egy megjegyzés. Noha a fenti értelmezésben a konspirációs magyarázat a módszertani individualizmus egyik változata, néha mégis inkább a módszertani kollektivista koncepciók közt a helye. Például olyan esetekben, amikor egymást nem ismerő emberekből álló nagycsoport (osztály, nemzet, a fejlett világ) alkotja az összeesküvés szubjektumát, ami ezekben az esetekben fiktív kollektív szubjektum (Vö. Levine et al. 1987: 74).
6. A világtörténelmi személyek elmélete. Az előbbi elmélettel szemben, amely hol individualista, hol kollektivista formát ölt, a világtörténelmi személyek hegeli koncepciója egyetlen elméletben ötvözi a módszertani individualizmus és módszertani kollektivizmus ismertetőjegyeit. Az elmélet módszertani individualista összetevője: néhány kivételes ember olyan kreativitáspszichológiai tulajdonságokkal – például rendkívül erős, egy célra irányuló akarattal – rendelkezik, amelyek segítségével korszakalkotó cselekedetek végrehajtására képes. Az elmélet módszertani kollektivista összetevője: e kivételes személyek valójában a világszellem céljainak öntudatlan végrehajtói (Hegel 1979: 69-77).
7. Az intencionalizmus egy harmadik válfaja a mindentudás és szuperracionalitás lehetőségének hallgatólagos feltevésére épül. E felfogás szerint nem a hatalom és nem is a kiválasztottság, hanem a megfelelő ismeretekre épülő racionális tervezés juttathatja olyan előrelátás birtokába a cselekvőt, amelynek segítségével szándékai szerint meg tudja valósítani céljait. E felfogást Hayek bírálja szenvedélyesen, szinte minden munkájában. A társadalom szándékos alakításához szükséges tudás szerinte nemcsak azért elérhetetlen, mert a társadalmi tények végtelen nagy száma és a társadalmi viszonyok roppant bonyolultsága meghaladja az emberi elme feldolgozó képességét, hanem azért is, mert e tudás legfontosabb elemei helyzetfüggőek, s így elvileg lehetetlen, hogy egyazon elmében együtt megférjenek (mint ahogy az is lehetetlen, hogy ugyanaz az ember álljon a telefonvonal vagy a csereaktus mindkét oldalán).
8. A racionális döntések elmélete. Első pillantásra könnyen összetéveszthető általában az intencionalizmus és specifikusan a szuperracionalizmus elméletével. Mindkét összemosás hibás.

## Összegzés
A fenti problémák némelyike pszichológiai témákat is érint, ami arra utal, hogy a racionális döntések elmélete és a "pszichologizmus" viszonya többféleképpen értelmezhető. A kézenfekvő értelmezés ugyanis az lenne, hogy egymást kizáró megközelítésekről van szó: az egyik a formális, személytelen kalkulusok világában mozog, a másik viszont a személyes erőkkel és attitűdökkel foglalkozik. Másrészről viszont a racionális döntéssel történő magyarázat érvényessége nyilvánvalóan pszichológiai előfeltételekhez kötött erre Olson (1971: 108) is utal, Donald McIntosh (1969: 117-132) pedig szisztematikus kifejtését nyújtja. Végül pedig ötvözhető is a két megközelítés, ahogy Elster teszi, amikor a racionalitás szabályait sértő magatartásmódokat elemzi (Elster 1983b).